# Епархия Картаго (Колумбия)

Герб епархии Картаго

Епархия Картаго (лат. Dioecesis Carthadensis in Columbia) — епархия Римско-католической церкви с центром в городе Картаго. Епархия Картаго входит в митрополию Кали. Кафедральным собором епархии Картаго является церковь Пресвятой Девы Марии Кармельской.

## История
16 марта 1962 года папа римский Иоанн XXIII выпустил буллу «Ecclesiarum omnium», которой учредил епархию Картаго, выделит её из архиепархии Кали. В этот же день епархия Картаго вошла в митрополию Попаяна.
20 июня 1964 года епархия Картаго вошла в митрополию Кали.

## Ординарии епархии
- епископ Хосе Габриэль Кальдерон Контрерас (26.04.1962 — 19.04.1995);
- епископ Luis Madrid Merlano (19.04.1995 — 30.03.2010) — назначен архиепископом Нуэва-Памплоны;
- епископ José Alejandro Castaño Arbeláez O.A.R.[1] (21.10.2010 — по настоящее время).

## Источник
- Annuario Pontificio, Libreria Editrice Vaticana, Città del Vaticano, 2003, ISBN 88-209-7422-3
- Булла Ecclesiarum omnium, AAS 55 (1963), стр. 81  (лат.)